# Mișcarea Politică Creștin Europeană
Mișcarea Politică Creștin Europeană este o organizație de tineret care întrunește oamenii creștini și tinerii activi din punct de vedere politic din toată Europa pentru a consolida o politică creștină puternică. Aceasta este organizația de tineret a Mișcării Creștin Politice Europene (ECPM)
Rețeaua a fost înființată în iulie 2004 în Kortenberb (Belgia) de către  PerspectivE (organizația de tineret a Uniunii Creștine din Olanda) precum și alte organizații politice din Europa.

## Activități
Începând cu Școala de Vară Internațională din Kortenberg in 2004, școlile de vară au loc anual pe o temă specifică și oferă participanților cursuri, ateliere de lucru și excursii. ECPZN a organizat școli de vară în Lunteren (Olanda), 2006 in Birstonas (Lituania), 2007 in Würzburg (Germania), 2008 in Chișinău (Moldova), 2009 in Risan, (Montenegro) 2010 in Ohrid, (Macedonia), 2011 in Paris (Franța) și 2012 in Yagreb (Croația)
ECPYN a început să organizeze și Scoli de Iarnă in Lviv (Ucraina) în luna ianuarie 2011 după care a urmat Școala de Iarnă din Esytergom (Ungaria) în ianuarie 2012.
În 2012 ECPYN a început și un program numit Crossroads.

## Partide membre

### Membrii cu drepturi depline

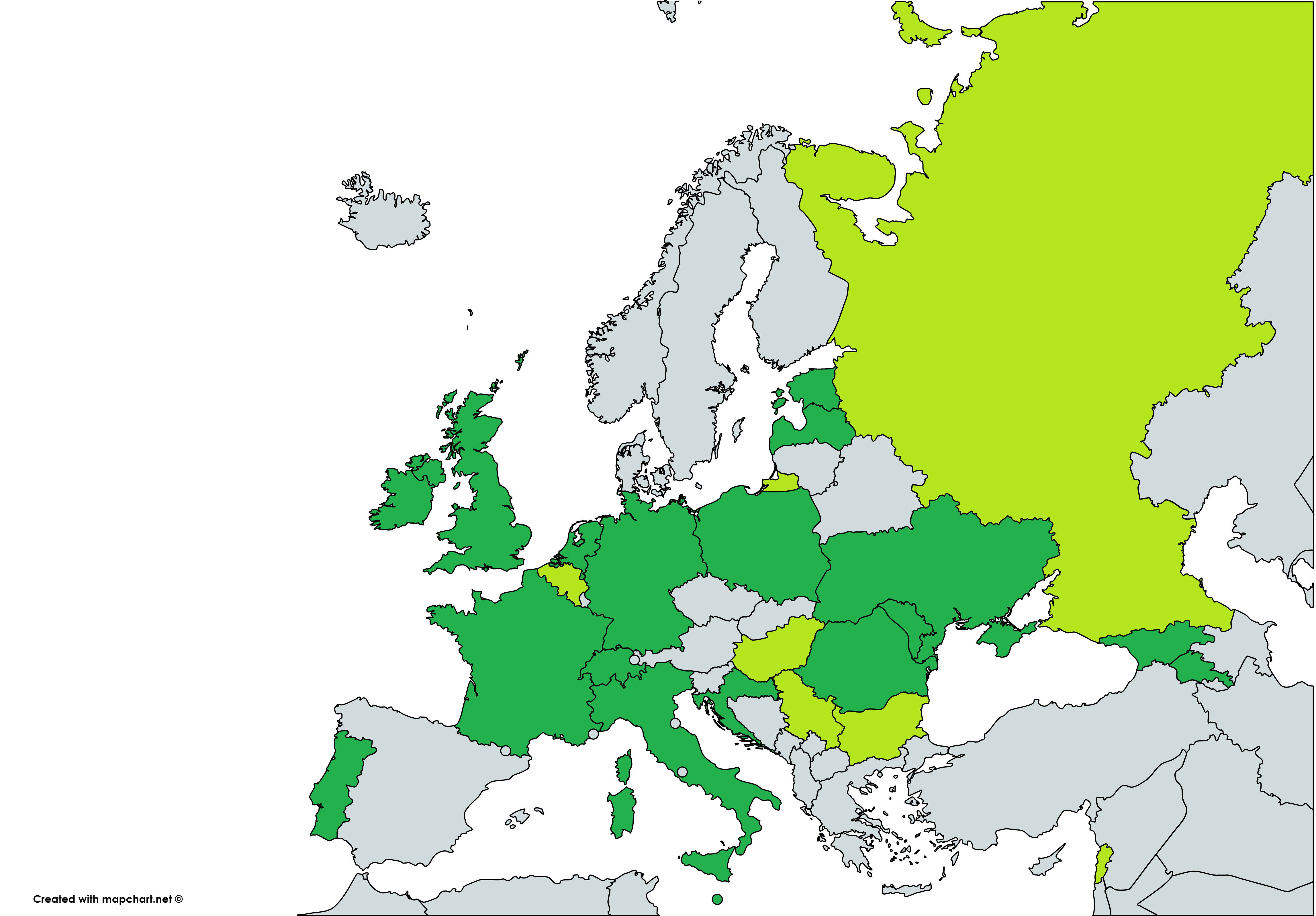
Țări cu membri cu drepturi depline ai ECPM și asociați.
State cu partide cu drepturi depline (sau eventual, asociate)
State cu partide membre asociate

State cu partide cu drepturi depline (sau eventual, asociate)
     State cu partide membre asociate
| Partid                                                  | Abr.      | Țară              | Parlamentul European | Parlamentul național |
| ------------------------------------------------------- | --------- | ----------------- | -------------------- | -------------------- |
| Uniunea Creștin-Democrată                               | CDU       | Armenia           | Nu este în UE        | –                    |
| Creșterea Croată                                        | Hrast     | Croația           | –                    | 1 / 151              |
| Partidul Creștin Democrat                               | PCD       | Franța            | –                    | –                    |
| Partidul Popular Evanghelic                             | EVP – PEV | Elveția           | Nu este în UE        | 3 / 200              |
| Partidul Popular Creștin Democrat                       | KDM       | Georgia           | Nu este în UE        | –                    |
| Alianța C – Creștinii pentru Germania                   | AUF & PBC | Germania          | –                    | –                    |
| Partidul Familiei din Germania                          | FP        | Germania          | 1 / 96               | –                    |
| Alianța Demnității Umane                                | HDA       | Irlanda           | –                    | 1 / 60 (Senat)       |
| Identitate și Acțiune                                   | IDeA      | Italia            | –                    | 1 / 315 (Senat)      |
| Uniunea Creștin-Democrată                               | KDS       | Letonia           | –                    | –                    |
| Pentru Letonia din Inimă                                | NSL       | Letonia           | –                    | –                    |
| Partidul Popular Creștin Democrat                       | PPCD      | Republica Moldova | Nu este în UE        | –                    |
| Uniunea Creștină                                        | CU        | Țările de Jos     | 1 / 96               | 5 / 150              |
| Partidul Politic Reformat                               | SGP       | Țările de Jos     | 1 / 96               | 3 / 150              |
| Partidul Conservator Integra-Macedonean                 |           | Macedonia de Nord | Nu este în UE        | –                    |
| Aripa dreaptă a Republicii                              | PR        | Polonia           | –                    | –                    |
| Partidul Popular Monarhist                              | PPM       | Portugalia        | –                    | –                    |
| Uniunea Democratică a Slovacilor și Cehilor din România | DUSCR     | România           | –                    | 1 / 329              |
| Partidul Național Țărănesc Creștin Democrat             | PNȚ-CD    | România           | 1 / 33               | –                    |
| Kresťanská únia                                         | KU        | Slovacia          | –                    | –                    |
| Contigo Mas                                             | Mas       | Spania            | –                    | –                    |
| Uniunea Creștin-Democrată                               | ХДС       | Ucraina           | Nu este în UE        | –                    |
| Alianța Populară Creștină                               | CPA       | UK                | Nu este în UE        | –                    |

## Conducere
- Rǎzvan Burleanu (președinte)  Romania
- Nutsa Shavladze (vicepreședinte)  Georgia
- Auke Minnema (secretar)  Netherlands
- Denys Dhiver (secretar politic)  France
- Elina Foinska (director de evenimente)  Ukraine
- Péter Danku (director de comunicare)  Hungary